# Заград-при-Оточцу
Заград-при-Оточцу (словен. Zagrad pri Otočcu) — поселення в общині Ново Место, регіон Південно-Східна Словенія, Словенія. Висота над рівнем моря: 294,4 м.